# Hattisk
Hattisk er et ikke-indoeuropæisk oldtidssprog som taltes i det hattiske imperie i Anatolien, mellem andet og tredje årtusinde fvt. Det hattiske imperium centreret i Hattuša blev senere overtaget af hittiterne - som selv kaldte sig Nešili efter deres hovedstad Kanesh, men som forveksledes med Hatterne af Egypterne som gav dem navnet hittitter. Hittiterne brugte stadig ofte hattisk som religiøst sprog, og religionsrelaterede dokumenter skrevet på hattisk findes blandt de mange hittitiske kileskriftsstavler.